# Sabeizm
Sabeizm (arab. صابئين, gr. σεβεοι/σεβομενοι) – termin, stosowany na określenie kultu gwiazd u przedislamskich Arabów i ludów z obszarów starożytnego Bliskiego Wschodu. Nazwa została wzięta od plemion sabejskich (Sabejczycy lub ludy Saba), które zamieszkiwały południowo-wschodnią Arabię.